# Jeanne Tercafs
Joanna Margaretha (Jeanne) Tercafs (Kerniel, 8 februari 1898 – Sint-Joost-ten-Node, 30 juli 1944) was een Belgische beeldhouwster. Met een reisbeurs van het Ministerie van Koloniën reisde zij driemaal naar Belgisch Congo tussen 1935 en 1940. Zij koos voor de Uele streek waar het Mangbetu volk woonde. Haar statuut als alleenstaande vrouw vergemakkelijkte de toegang tot de gesloten wereld van de vrouwelijke harems. Haar onafhankelijkheid ten opzichte van het koloniale bestuur, waarmee zij een gespannen relatie onderhield, bemoeilijkte haar integratie. Zij verrichtte baanbrekend werk met haar etnografisch en taalkundig onderzoek. Haar beeldhouwwerk straalt een sterke persoonlijkheid uit. Er is in haar werk een zekere spanning te vinden tussen de vereisten van de kunst en de etnografie. Ze kiest duidelijk voor een esthetisch standpunt. Haar portretten gaan verder dan simpele etnografische reconstructies of loutere observaties van vreemde personages. Haar foto's van Afrikaanse vrouwen en kinderen tonen hen als mensen van vlees en bloed, lachend en verwonderd. De vriendschap die Tercafs sloot met haar modellen, liet haar toe om hun persoonlijkheid in de beelden te brengen. Haar portretten zijn geïndividualiseerd, maar ook sterk geïdealiseerd.

## Levensloop
Jeanne Tercafs werd net voor de eeuwwende geboren in het dorpje Kerniel. Haar vader, een antiquair, nam zijn gezin al snel mee naar de grootstad Luik. De Eerste Wereldoorlog stokte haar ontwikkeling maar in 1926 verhuisde ze naar Brussel. Ze volgde les aan de Koninklijke Academie voor Schone Kunsten bij Paul Dubois en Egide Rombaux. De keuze die zij hier maakte was geen evidente: er waren vrouwelijke studenten aan de academie, maar hun aantal bleef zeer beperkt. Bovendien was de academie conservatief in haar opvattingen rond kunst in het algemeen en kunstonderwijs in het bijzonder. Ook Tercafs' leermeesters hadden misschien wel een goede naam, ze waren echter helemaal gebed in de neo-classicistische traditie van de academie.
In 1930 volgde de stap naar het Parijs. Montparnasse vormde in die periode het epicentrum van de Europese kunst. De avant-garde stromingen bloeiden er welig. Maar deze medaille had ook een keerzijde; veel van de kunstenaars leefden er vaak in erbarmelijke omstandigheden. Jeanne Tercafs leek een dubbele houding tegenover haar nieuwe omgeving aan te nemen. Enerzijds beklemtoonde ze in latere geschriften het dynamisme van Montparnasse, anderzijds onthield ze zich volgens bepaalde bronnen van het bohemien leven. Ze vulde haar dagen met hard werken. Mogelijk betekende haar verhuis naar Arceuil, een kleine voorstad van Parijs, niet alleen een zoektocht naar een goedkopere verblijfplaats maar ook naar een rustigere plek om zich aan haar kunst te wijden.

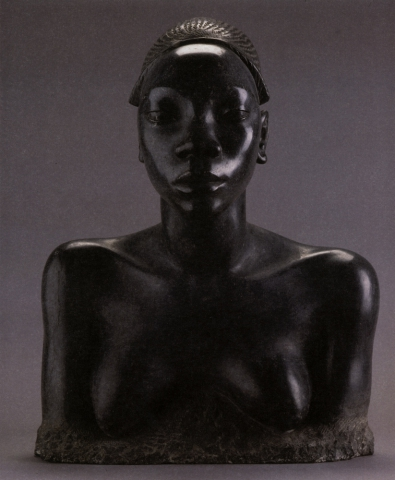
Mayogo-vrouw. Beeldhouwwerk, graniet, 1937

In Parijs kwam Jeanne Tercafs in contact met de hype van negrofilie: het verlangen naar het authentieke gecombineerd met de liefde voor het ‘zwarte’. Het was een ware hype in de jaren 1920. Niet tegenstaande deze zoektocht er één was naar zuiverheid en originaliteit stak het cliché al snel de kop op - verwilderd, wellustig, rauw. De eerste golf van negrophilie concentreerde zich op het gebruik van fetisjen. De Parijse avant-gardistische kunstscene liet zich inspireren door Afrikaanse elementen die ze linken aan het kubisme door het gebruik van hout, steen en levende modellen. Aldus veroorloofden zij zich een rebellie tegen de sociale normen. Ook Jeanne Tercafs vond op deze manier een uiting voor haar dwarsliggende natuur. Inspiratie halen uit of werken met zwarten is ‘not done’ en daarom juist voor haar interessant om haar identiteit te benadrukken. Zij ziet het als vorm van interactie: de zwarte kunstenaar gebruikt op zijn beurt de blanken als introductie voor een leven in een grootstad als Parijs. Volgens haar gaf het intercultureel contact macht en vrijheid aan de zwarte. Door de aandacht rond de Citroënexpedities doorheen Afrika komt de Mangbetu bevolking meer onder de aandacht. Deze stammen uit de Uele-streek (noorden van Kongo) werden de mascotte van de expeditie. Hun verfijnd voorkomen en bevalligheid, hun rijke cultuur en complexe politieke structuur daagde de Europese vooroordelen over primitivisme uit. De uitgerekte schedels, die het resultaat zijn van rituele hoofdomzwachteling, gecombineerd met hun lange nekken en de trotse houding gaf de stam een ongewone verschijning. Maar de idee dat de Mangbetu even ontwikkeld waren als de Europese beschaving, was een vloek voor de koloniale mentaliteit. Liever dan de stam in de Afrikaanse traditie op te nemen, bestempelden de etnografen de Mangbetu als een uitloper van een Egyptisch ras dat reeds opgenomen was in de Europese kunstgeschiedenis. In 1922 kende men, naar aanleiding van het ontdekken van het graf van Toetanchamon, immers een revival van de Egyptische cultuur.
Aansluitend bij de golf van primitivisme die over Europa waaide, zag zij in een reis naar Afrika een kans om te herbronnen en haar artistieke visie nieuw leven in te blazen. Zij wilde in Kongo de kunst van het Mangbetu-volk bestuderen. Omdat zij de eerste vrouwelijke kunstenaar was die een beurs kreeg voor een zending naar Kongo met verblijf van een langere duur, vond haar vertrek naar Afrika en haar project veel weerklank in de Belgische pers. De koloniale administratie had echter moeite om Tercafs positief in te schatten. Zowel haar vrouw-zijn als haar on-Europese gedrag, en de sympathie die ze hierdoor verwierf bij de plaatselijke bevolking, stoorden duidelijk. Dit gegeven gecombineerd met Tercafs’ eigenzinnige karakter maakte dat de relatie tussen de administratie en de kunstenares zeer moeizaam verliep. Jeanne Tercafs bleek voor haar verblijf echter volledig afhankelijk te zijn van deze administratie en het Ministerie van Koloniën, niet alleen voor subsidies maar ook voor een verblijfvergunning. Haar verblijfplaats kon ze immers niet vrij kiezen maar werd haar toegewezen.

## Artistieke loopbaan
In Parijs werd Tercafs uitgenodigd op het Salon Belge (20 november 1930) in de Galerie Fernand Windels om te exposeren met twee bustes: Le Goitreux en Femme du peuple. Later stond ze er op de bekendere Parijse salons, het Salon des Artistes Français (1932) waar ze een medaille d'or ontving. Haar beeld Phare werd te modern geacht voor de volgende expositie waardoor ze uitweek naar het Salon des Independents en het Salon d’Automne (1933). Het waren vooral de beelden Douleur, Silence en Maternité die tot de hoogtepunten van haar vroege oeuvre konden gerekend worden.
Om haar neo-classicistische kunstvorming te verruimen zocht zij andere oorden. Met een reisbeurs trok ze naar Kongo. Hier deed ze wetenschappelijk onderzoek maar ontwikkelde ze ook haar eigen kunststijl. Er is in haar werk een zekere spanning te vinden tussen de vereisten van de kunst en de etnografie. Ze koos duidelijk voor een esthetisch standpunt: haar portretten gaan verder dan simpele etnografische reconstructies of loutere observaties van vreemde personages. Haar foto’s van Afrikaanse vrouwen en kinderen tonen hen als mensen van vlees en bloed, lachend en verwonderd. De vriendschap die Tercafs sloot met haar modellen, liet haar toe om hun persoonlijkheid in de beelden te brengen. Haar portretten zijn geïndividualiseerd, maar ook sterk geïdealiseerd.
Door het uitbreken van de Tweede Wereldoorlog moet ze vervroegd terugkomen naar België. Veel van haar werk is onderweg verloren geraakt. Enkele werken werden aangekocht door het Museum voor Midden-Afrika.

## Wetenschappelijke loopbaan
De reisbeurs die Tercafs van het ministerie van Koloniën ontving, was niet toegekend op basis van haar artistieke verdiensten maar wel om wetenschappelijk, onderzoek te doen en dit op het vlak van godsdienst, etnografie en archeologie. Vaak stond hierin haar zoektocht naar de banden tussen de Mangbetu en het oude Egypte centraal. Binnen de domeinen van de linguïstiek, bouwkunde, dodenrituelen en de leef- en verhalenwereld trok zij parallellen. Haar methode omschrijven we vandaag als een participerende observatie: zij leefde onder de plaatselijke bevolking en had toegang tot de vrouwenvertrekken. Tercafs was hierin zeker niet uniek, tijdens het interbellum waren nog wetenschappers op deze manier te werk gegaan.
Haar wetenschappelijk onderzoek zou niet al te veel weerklank vinden en vele 'echte' wetenschappers trokken haar werk in twijfel. Kolonel Alexis Félicien Bertrand (1870-1946) was voorzitter van het Koninklijk Belgisch Koloniaal Instituut (het huidige Koninklijke Academie voor Overzeese Wetenschappen) en werd haar beschermheer. In 1939 zou het koppel huwen.
Tijdens het interbellum waren het kunstenaars, echtgenotes van kolonialen en enkele overheidsambtenaren die zich inzetten voor de toekomst van de inheemse kunst. Zij pleitten voor de oprichting van een organisatie die zich het lot zou aantrekken van de teloorgang van de inheemse kunst. In januari 1935 werd bij Koninklijk Besluit de Commission pour la protection des arts et metiers indigènes opgericht of kortweg COPAMI. De commissie zou vier voorzitters kennen: Jules Destrée (1936), Henri Postiaux (1948), Louis Pierard (1951) en Jean-Marie Jadot. De kunstcriticus Gaston-Denys Perier was de eerste secretaris. De opdracht van de commissie omschreef zich als volgend: ‘alles wat kan bijdragen tot de bescherming, de bewaring, de herschepping en de vooruitgang der inheemsche kunsten en ambachten te bestuderen en op te zoeken, dienaangaande alle voorstellen aan onzen Minister van koloniën te doen.In de praktijk betekende dit bijvoorbeeld dat de commissie maatregelen nam om de export van rituele objecten te voorkomen. In het kader van deze maatregel schreef Jeanne Tercafs een rapport over de lokale ambachten, de religie en de rituele objecten. Een andere doelstelling was ‘verwaarloosde’ kunst te restaureren en over de werken hiervan te rapporteren. Jeanne Tercafs coördineerde hiertoe een project waarbij de muurschilderingen, aangebracht op hutten werden overgetekend en vastgelegd op papier. Op die manier zorgden zij voor het behoud van het tribunaal van Niangara en van het dorpje Ekibondo en plaatsten zij dorpjes als Tongolo en Niapu op de toeristische kaart. Het land van de Mangbetu, de Uele werd een vignette de l’ afrique authentique.